# Young Vic
Il Young Vic è un teatro di Londra, situato nella zona di The Cut, nel borgo di Lambeth. 

## Storia
Il teatro nacque come compagnia teatrale, la Young Vic Company, nel 1946, per volere di George Devine, direttore dell'Old Vic. Lo scopo della compagnia era presentare opere teatrale per un pubblico di bambini e adolescenti tra i nove e i quindici anni, ma il progetto ebbe vita breve e si concluse nel 1949. Il teatro come si erge ora fu costruito tra il 1969 ed il 1970 per volere del regista Frank Dunlop come succursale del Royal National Theatre. Costruito sui resti di una macelleria, il teatro si rese indipendente dalla compagnia del National Theatre nel 1974 e, secondo il suo direttore artistico Laurence Olivier, il Young Vic era destinato a sviluppare nuove opere teatrali per un pubblico più giovane, offrendo occasioni di crescita artistica a drammaturghi, registi e attori.

## Il teatro
Il Young Vic fu inaugurato da Frank Dunlop con la prima produzione del suo adattamento de Le furberie di Scapino di Molière nel 1970. Il teatro comprende un auditorium principale - con la capienza di 420 posti a sedere e uno spazio scenico che può variare a seconda delle scelte registiche - e due sale più piccole create nel corso degli anni: la sala Maria (in onore di Maria Björnson), con 150 posti, e la sala Clare (in onore di Clare Venables), che ospita fino a settanta spettatori. Sin dagli anni 70, il teatro si affermò per le sue produzioni innovative di classici del teatro europeo e americano, segnando anche debutti importanti come quello di Ian Charleson in Ricorda con rabbia (1972). Altri rinomati attori che hanno recitato al Young Vic sono Vanessa Redgrave, Helen Mirren, Judi Dench, Timothy Dalton, Robert Lindsay, Willard White, John Malkovich, Michael Sheen, Jude Law e Arthur Lowe.
Nel 2004 il teatro fu chiuso per un restauro da 12 milioni e mezzo di sterline, completato nell'ottobre 2006. Alla sua riapertura, il Young Vic proseguì nella sua missione di portare in scena allestimenti rivoluzioni di classici teatrali e di opere di prosa e musical mai rappresentati in precedenza sulle scene londinesi. Diverse produzioni nate al Young Vic hanno poi goduto di grande successo di critica e pubblico nel West End londinese, a Broadway e nell'Off Broadway. Tra esse il musical di John Kander e Fred Ebb The Scottsboro Boys (2012), Un tram che si chiama Desiderio con Gillian Anderson (2014), un revival di Uno sguardo dal ponte diretto da Ivo van Hove (2015) e la prima mondiale della pièce in due parti di Matthew Lopez The Inheritance.